# Julio Cardeñosa
Julio Cardeñosa (ur. 27 października 1949 w Valladolid) – były hiszpański piłkarz występujący podczas kariery zawodniczej na pozycji pomocnika. Uczestnik mistrzostw świata 1978 oraz Euro 80.
Jest wieloletnim graczem Realu Betis, w którym występował przez przeszło 11 lat.

## Sukcesy

### Real Betis
- Puchar Króla (1): 1977